# 羊昌镇
羊昌镇，是中华人民共和国贵州省貴陽市乌当区下辖的一个乡镇级行政单位。

## 行政区划
羊昌镇下辖以下地区：
羊昌社区、平坝村、羊昌村、黄连村、小寨村、马场村、毛栗科村、中河村和甲岗村。